# Baigorri
Baigorri  (en francès i oficialment Saint-Étienne-de-Baïgorry), és un municipi de la Baixa Navarra, un dels set territoris del País Basc, al departament dels Pirineus Atlàntics i a la regió de la Nova Aquitània. Limita amb les comunes de Bidarrai al nord, Arrosa al nord-est, Irulegi a l'est, Anhauze al sud-est i Banka al sud.

## Demografia
| Evolució de la població |       |       |       |       |       |       |       |       |
| 1793                    | 1800  | 1806  | 1821  | 1831  | 1836  | 1841  | 1846  | 1851  |
| 3 496                   | 2 411 | 2 856 | 2 876 | 3 463 | 3 380 | 3 266 | 3 256 | 3 082 |

| 1856  | 1861  | 1866  | 1872  | 1876  | 1881  | 1886  | 1891  | 1896  |
| ----- | ----- | ----- | ----- | ----- | ----- | ----- | ----- | ----- |
| 2 760 | 2 600 | 2 521 | 2 367 | 2 451 | 2 392 | 2 343 | 2 343 | 2 280 |

| 1901  | 1906  | 1911  | 1921  | 1926  | 1931  | 1936  | 1946  | 1954  |
| ----- | ----- | ----- | ----- | ----- | ----- | ----- | ----- | ----- |
| 2 414 | 2 355 | 2 627 | 2 254 | 2 370 | 2 208 | 2 174 | 2 164 | 2 117 |

| 1962  | 1968  | 1975  | 1982  | 1990  | 1999  | 2006 | 2011 | 2016 |
| ----- | ----- | ----- | ----- | ----- | ----- | ---- | ---- | ---- |
| 2 181 | 2 022 | 1 783 | 1 691 | 1 565 | 1 525 | -    | -    | -    |

| 2019 | - | - | - | - | - | - | - | - |
| ---- | - | - | - | - | - | - | - | - |
| -    | - | - | - | - | - | - | - | - |

## Història
El 1391, Baigorri englobava les actuals comunes d'Anhauze, Azkarate, Irulegi i Lasa, i formaren part del Bearn. El 1790, en plena Revolució Francesa, la comuna fou englobada en el nou departament dels Pirineus Atlàntics, dins del qual formaria un cantó.
En 23 de setembre de 2015 hi fou detingut l'aparell polític d'Euskadi Ta Askatasuna, format per David Pla Martín i Iratxe Sorzabal Díez.

## Personatges il·lustres
- Jean Haritschelhar